# NGC 6679
NGC 6679 је спирална галаксија у сазвежђу Змај која се налази на NGC листи објеката дубоког неба.
Деклинација објекта је + 67° 6' 36" а ректасцензија 18h 33m 35,7s. Привидна величина (магнитуда) објекта NGC 6679 износи 13,6 а фотографска магнитуда 14,4. NGC 6679 је још познат и под ознакама UGC 11290, MCG 11-22-57, CGCG 323-2, CGCG 322-47, 7ZW 814, ARAK 541, VV 672, KAZ 208, KUG 1833+670, PGC 62035.